# Fender Stratocaster
La Fender Stratocaster, informalmente anche Strat o, in Italia, Strato, è una chitarra elettrica solid-body (priva di cassa armonica) ideata da Leo Fender negli anni cinquanta e tuttora prodotta dalla Fender Musical Instruments Corporation.  Assieme alla Gibson Les Paul è considerata la chitarra elettrica per antonomasia, per la sua popolarità e la sua diffusione, come per l'influenza esercitata sul panorama musicale e sull'immaginario collettivo.

## Nascita e caratteristiche principali
Ideata e realizzata da Leo Fender nel 1954, con la collaborazione di Freddie Tavares, Rex Gallion e Bill Carson, la Fender Stratocaster è tuttora commercializzata senza differenze sostanziali rispetto al modello originale.
Nelle intenzioni di Fender, alla base della creazione di una nuova linea di chitarre che affiancasse il successo del modello Telecaster, c'era l'aspirazione a realizzare una chitarra che introducesse innovazioni sia di carattere tecnico (fra le quali un maggior numero di pick-up e l'introduzione della leva del vibrato), sia di carattere progettuale (l'abbandono della tradizionale forma della chitarra verso soluzioni più ergonomiche).
Il risultato è un progetto rivoluzionario: grazie alla forma innovativa, alla leggerezza dello strumento e alla maggiore facilità ad accedere alle note più acute della tastiera dovuta alla particolare forma scavata della spalla, la Stratocaster è considerata la più evoluta fra le chitarre elettriche dell'epoca.
Il montaggio di una leva vibrato di nuova concezione integrata nel corpo della chitarra ha permesso di sfruttare originali effetti sonori, mantenendo un notevole sustain. Inoltre, la nuova concezione del ponte con sellette regolabili per lunghezza ed altezza delle corde permette una regolazione accurata dello strumento.
Una ricerca attenta fu eseguita nella disposizione dei pick-up, piazzando i due superiori perpendicolarmente alle corde, mentre quello al ponte presenta un'angolazione di circa 20 gradi in grado di enfatizzare i toni alti. I primi pickup ad essere stati utilizzati furono in Alnico 3, ma già alla fine del 1956 vennero sostituiti da quelli in Alnico 5.
Le modifiche immediatamente successive furono suggerite dai musicisti dell'epoca, che, spostando il selettore in posizione intermedia si accorsero che ne nasceva un suono nasale particolarmente interessante (tipico di due pick-up in parallelo). In seguito alle numerose segnalazioni la Fender nel 1977 sostituì il selettore a tre posizioni con uno a cinque posizioni che permette, in maniera semplice, di utilizzare anche 2 pick-up contemporaneamente. Questa è, in pratica, l'unica modifica tecnica considerevole al modello originale.
La prima Stratocaster su base commerciale è stata prodotta il 15 maggio 1954.
Tra le Fender Stratocaster del 1954 è importante ricordare la "Hard-Tail" ovvero il primo prototipo della Stratocaster a ponte fisso, senza tremolo, progettato in circa 20 esemplari che divenne poi di serie in produzione limitata da fine marzo 1955.
Il successo della Stratocaster andò sempre crescendo, almeno fino alla fine degli anni '60, quando l'impatto della CBS, che acquistò la Fender il 5 gennaio del 1965, divenne evidente. Furono molte le modifiche che gradualmente vennero apportate dalla multinazionale sulla chitarra per velocizzarne la produttività a scapito spesso della qualità: il palettone, il corpo meno sagomato o il Tilt-neck con giunzione del manico a 3 viti. Ma di sicuro quelle che contribuirono in modo maggiormente al "declino" della Stratocaster furono l'utilizzo di un nuovo ponte scadente in metallo pressofuso e le nuove vernici in poliestere.
A tutt'oggi la Fender Stratocaster rappresenta grazie alle sue peculiarità un punto di riferimento nel sound delle chitarre elettriche grazie alle scelte di Leo Fender tutte orientate a favorire un suono più squillante, come i pick-up a bobina singola e l'utilizzo di legni che enfatizzano le sonorità acute, contrariamente ai suoni più bassi e profondi tipici delle chitarre Gibson.
Questo orientamento verso sonorità più brillanti nacque comunque anni prima, quando Leo Fender nel 1948 creò la prima chitarra elettrica "solid body" di produzione industriale (alcuni esperimenti erano stati condotti da altri liutai, ma mai messi in vendita), ovvero la Fender Broadcaster, successivamente evolutasi nei modelli Esquire, a singolo pick-up e Telecaster a due pick-up.
Nel 2006, da una collaborazione tra Fender e la nota casa giapponese Roland, è infine nata la Stratocaster VG che unisce alla classica tecnica costruttiva dei modelli USA-made, la versatilità del sistema di sintesi Roland (suoni campionati di vari modelli Fender, accordature non tradizionali, effetto 12 corde) pilotata da un pick-up esafonico connesso ad una complessa parte elettronica alimentata da una batteria 9v. Esteticamente la si riconosce per la presenza di una quarta manopola, un led blu indicante l'accensione dello strumento ed il pick-up esafonico a ridosso del ponte.

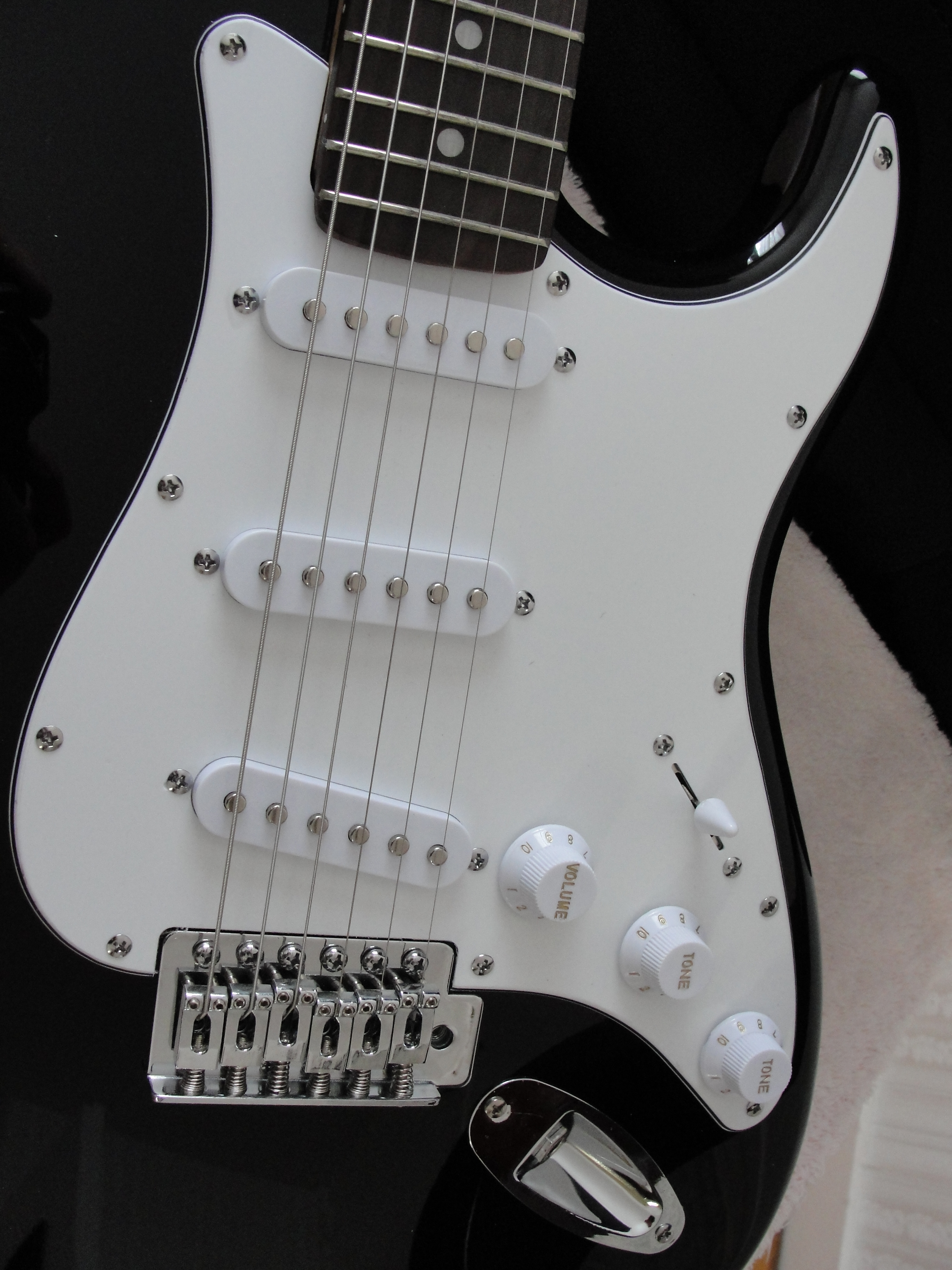
I tre single coil del body della Stratocaster

## La diffusione dello strumento dagli anni cinquanta ad oggi
Negli anni cinquanta la Stratocaster era considerata una chitarra giovanile, rispetto agli altri strumenti musicali dell'epoca. La forma rivoluzionaria e le tonalità brillanti che la contraddistinguevano, la facevano considerare uno strumento interessante ma poco versatile, relegato a specifici generi musicali. Sono stati molti i chitarristi ad aver imbracciato la nuova chitarra: da Pee Wee Crayton (a cui probabilmente si deve la prima incisione della Stratocaster su vinile), a Otis Rush e Buddy Guy, da Gene Vincent (l'autore di "Be-Bop-A-Lula") a Mary Kaye, soprannominata la prima donna del rock'n'roll. Ma sicuramente il chitarrista che diede il contributo più importante alla diffusione di questa chitarra fu Buddy Holly, che apparve per la prima volta in televisione nel 1957, all'Ed Sullivan Show.
Nei primi anni sessanta il noto chitarrista statunitense Dick Dale iniziò a suonare musica "surf" con la Stratocaster, evidenziando le peculiarità dello strumento sui suoni acuti.
Hank Marvin, leader e chitarra solista del gruppo rock The Shadows, il gruppo britannico più influente prima dell'avvento dei Beatles, è stato il proprietario della prima Fender Stratocaster venduta in Inghilterra: con il suo caratteristico stile, dal sound personalissimo, tagliente e morbido allo stesso tempo, contribuì alla diffusione e all'affermazione di questo strumento.
Dal 1965 George Harrison e John Lennon la utilizzarono per molti pezzi fra cui Nowhere Man. Successivamente la Stratocaster ottenne grande notorietà grazie al chitarrista Jimi Hendrix, il cui stile ampliò enormemente le potenzialità espressive dello strumento.

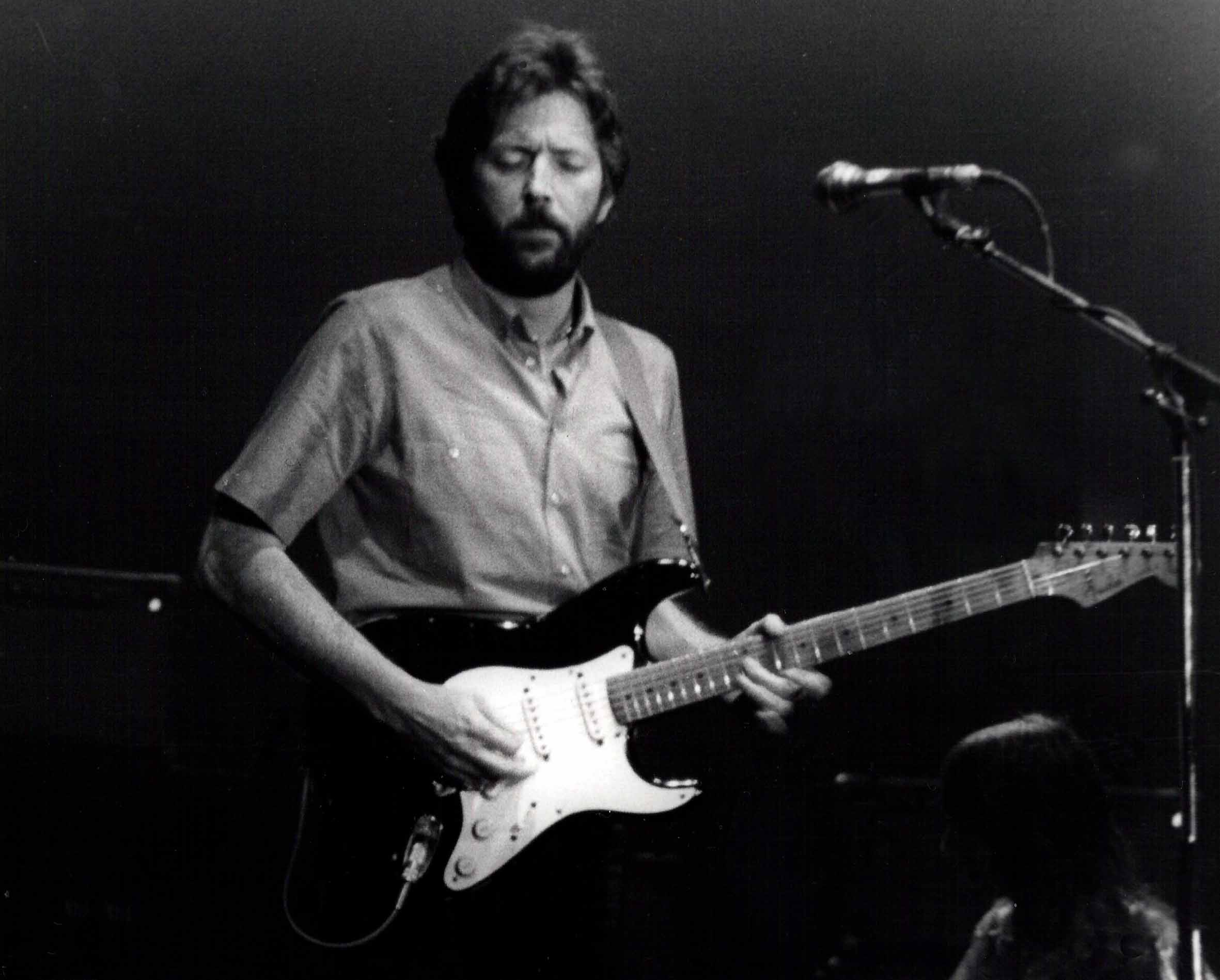
Eric Clapton con una Fender Stratocaster

Altri musicisti contribuirono alla popolarità della Stratocaster, fra i quali si possono citare: Jimi Hendrix, Richie Sambora, Dave Murray, Paul Kossoff, Janick Gers, Eric Clapton, Yngwie Malmsteen, Stevie Ray Vaughan, Steve Hackett, Ritchie Blackmore, Tom DeLonge, Frank Zappa, Mark Knopfler, David Gilmour, Nile Rodgers, Mike Oldfield, Rory Gallagher, Kurt Cobain, Jeff Beck, Jeff Healey, John Frusciante, Max Cottafavi, The Edge, Stef Burns, Keith Scott, Eric Johnson, Billie Joe Armstrong e Buddy Guy.

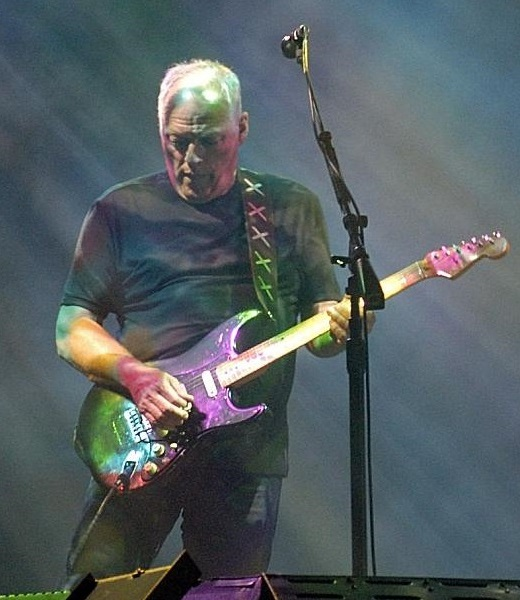
David Gilmour con la Fender Stratocaster "Black Strat"

Negli anni settanta il suo suono brillante ottenne importanza nella produzione di musica funk e discomusic. Negli anni ottanta fu ampiamente utilizzata nella musica rock e pop per il contrasto fra la sua sonorità ed i suoni elettronici delle tastiere.
Negli anni novanta, la ricerca di sonorità vintage, rese la Stratocaster uno strumento comunque molto popolare nel rock ed in particolare nel Grunge.

## Modelli
La lista dei modelli in produzione è cresciuta molto negli anni: nei cataloghi del 1990 apparivano 31 diverse Stratocaster, 44 nel 1992.
Fino a pochi anni fa l'American Standard era il modello più diffuso, con l'ampliamento del listino e la concorrenza interna derivante dal sempre più importante stabilimento messicano di Ensenada, che produce strumenti di qualità a minor prezzo rispetto alla produzione americana, ha permesso una distribuzione delle vendite più omogenea, anche se molti musicisti preferiscono usare modelli "vintage", ovvero strumenti prodotti negli anni cinquanta e sessanta nel periodo d'oro dell'azienda chiamato pre-CBS spesso dal grande valore economico, oppure rivolgersi al "Custom Shop" Fender che realizza strumenti artigianalmente, formato da un gruppo selezionato di liutai e da un laboratorio separato dalla normale produzione. Il Fender Custom Shop prevede una serie di modelli a listino, ma permette la realizzazione di strumenti su specifiche fornite dal cliente, potendo eventualmente scegliere quale specifico liutaio incaricare, in questo caso si parla di Custom Shop Masterbuilt.

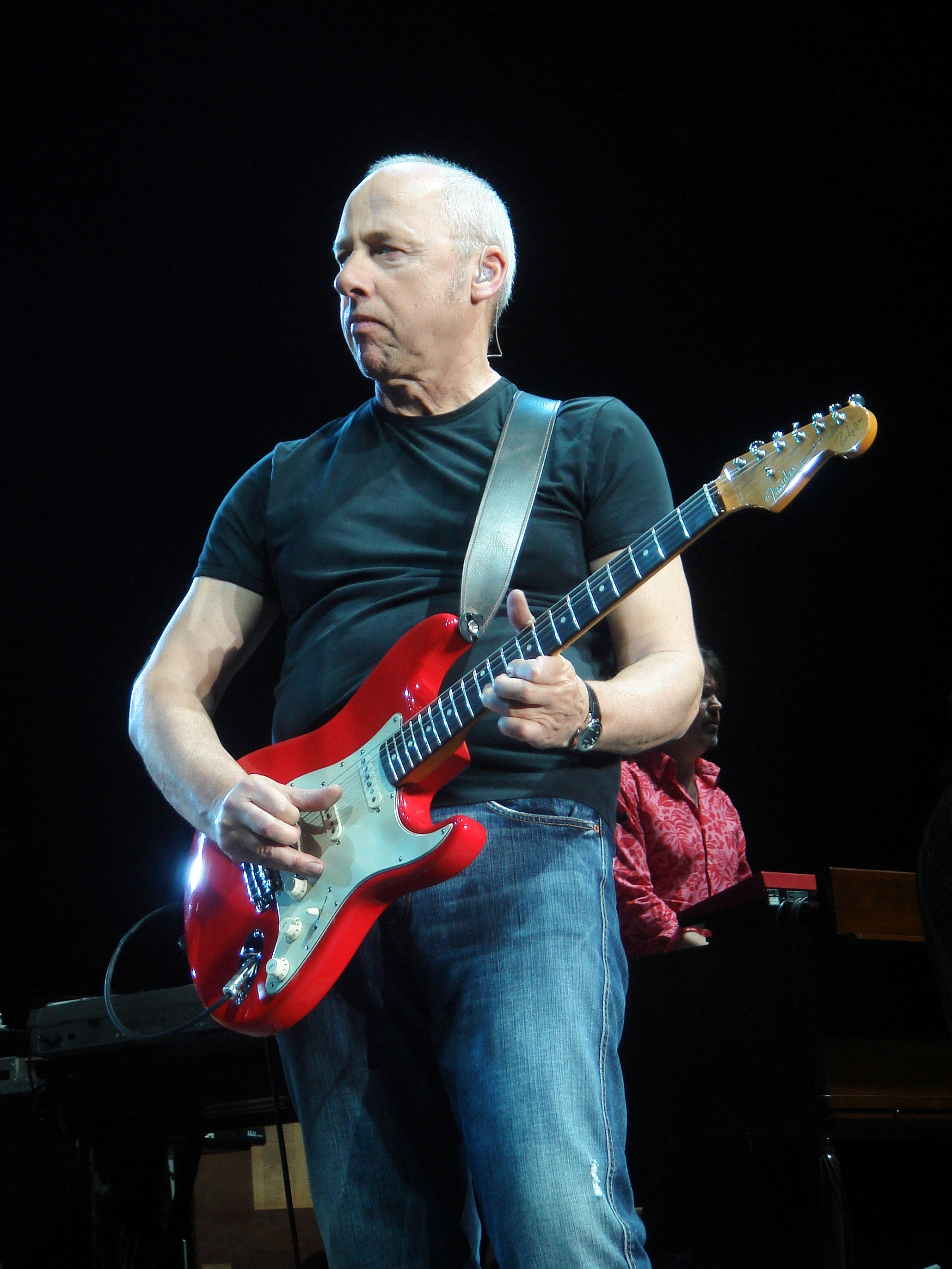
Mark Knopfler con la sua Fender Stratocaster Artist Series

Tra le altre serie di Stratocaster molto diffuse ricordiamo le varianti "economiche" come le americane Highway One, le Standard o le Classic messicane, ovvero le versioni a basso costo rispettivamente delle standard e delle repliche Vintage americane, oppure i modelli "modernizzati" come le Deluxe, con pick-up Humbucker al ponte oppure con pick-up Samarium Cobalt Noiseless a cancellazione del rumore. Idea nata negli anni ottanta (le cosiddette "Superstrat") dalla necessità di ampliare la versatilità sonora dello storico modello di casa Fender. A questo proposito si citano due chitarristi degli Iron Maiden, Janick Gers e Dave Murray, i quali usano Stratocaster dotate di ben tre Humbucker (tre minihumbucker Hot Rails Seymour Duncan) insieme a un ponte di tipo Floyd Rose.
Altri modelli sempre più diffusi sono le Artist Series, modelli sviluppati in collaborazione con artisti come Eric Clapton (suo nel 1988 il primo modello signature prodotto dalla Fender), Jeff Beck, John Mayer, Yngwie Malmsteen, Eric Johnson, Buddy Guy, Robert Cray, Mark Knopfler, Mike Oldfield, David Gilmour e molti altri.
Elemento che può provocare confusione è il fatto che nei propri cataloghi la Fender indica come Vintage (o Reissue) qualunque chitarra di produzione contemporanea che, in una certa misura, ricalchi le caratteristiche costruttive dei modelli del 1957 e del 1962, e come Custom qualunque chitarra (anche prodotta industrialmente), che presenti qualche modifica rispetto al modello principale.
| Modello             | Manico   | Ponte   | Sellette | Tuners  | Tasti | Produzione |
| ------------------- | -------- | ------- | -------- | ------- | ----- | ---------- |
| Squier Bullet       | Satinato | 6 viti  | Moderne  | Moderne | 21    | Cina       |
| Squier Standard     | Satinato | 2 pivot | Moderne  | Moderne | 22    | Indonesia  |
| Squier Classic Vibe | Lucido   | 6 viti  | Vintage  | Vintage | 21    | Cina       |
| Fender Standard     | Satinato | 6 viti  | Moderne  | Moderne | 21    | Messico    |
| Fender Deluxe       | Satinato | 6 viti  | Moderne  | Moderne | 21    | Messico    |
| Fender Classic 60   | Lucido   | 6 viti  | Vintage  | Vintage | 21    | Messico    |
| Fender Baja Custom  | Lucido   | 2 pivot | Vintage  | Vintage | 21    | Messico    |
| Fender Road Wom     | Satinato | 6 viti  | Vintage  | Vintage | 21    | Messico    |
| Fender Highway One  | Satinato | 6 viti  | Moderne  | Moderne | 22    | USA        |
| American Standard   | Satinato | 2 pivot | Moderne  | Moderne | 22    | USA        |

### Fender Tom DeLonge Stratocaster
Il modello Fender Tom DeLonge Stratocaster era una chitarra elettrica prodotta dalla collaborazione di Tom DeLonge e della Fender dal 1999 al 2002. Aveva il corpo in ontano, il manico, pezzo unico in acero con tastiera 21 tasti in palissandro, era di media sezione non spianata ma quasi tonda, abbastanza intonato e rifinito. La novità del modello, pressoché assoluta della casa americana, è l'utilizzo di un solo humbucker al ponte, un Seymour Duncan SH-8 con un solo potenziometro per il volume. La paletta era stile anni '70 con la scritta Fender dorata con contorno nero e la scritta stratocaster in grassetto nera, mentre verso la punta c'era la scritta deluxe series. Le meccaniche erano prive di regolazione di tiro, classico colore argento. Il ponte era cromato, senza tremolo. La placca era argentata con la scritta Tom DeLonge.
La versione Squier aveva con il corpo in ontano, il manico in acero e tastiera con 21 tasti in palissandro. Anziché montare il Seymour Duncan Sh-8, montava il Duncan Designed detonator. L'unica differenza nei 2 pick-up erano i magneti. Andò fuori produzione nel 2003. Era disponibile nei colori nera, surf green e bianca.

### Fender Stratocaster American Standard
La chitarra è composta da tipi di materiale diversi a seconda della parte: il corpo è in ontano oppure in frassino, il manico è di acero, mentre la tastiera è in acero oppure in palissandro. Il manico è a forma di C, i tasti sono Medium Jumbo, mentre la tastiera ha un Radius di 9.5"(24,1 cm). Il manico ha una finitura satinata che ne mantiene la scorrevolezza, il Truss-Rod ha un sistema Bi-Flex. La chitarra monta dei Pick-up Alnico V e i controlli sono: Master Volume, Tone 1 (Neck Pick-up), Tone 2 (Middle and Bridge Pick-up). L'hardware è Cromato, il ponte è un tremolo a due Pivot.

## Esemplari famosi
- La chitarra di Eric Clapton, soprannominata "Blackie", è una Fender Stratocaster assemblata da tre diverse stratocaster comprate usate dal musicista. È una delle chitarre più costose al mondo, venduta all'asta dallo stesso Clapton per circa 950.000 dollari. L'immensa somma di denaro è stata poi devoluta ad una casa di recupero per tossicodipendenti e alcolisti che il musicista aveva fondato anni prima.
- Una delle più famose Stratocaster è sicuramente quella che Jimi Hendrix utilizzò durante il  Festival di Monterey. Terminata l'esecuzione del brano Wild Thing, Hendrix incendiò con del liquido per accendini la Stratocaster colore "fiesta red" personalizzata con disegni psichedelici, per poi sfasciarla. Tutto ciò accadde sul palco, davanti al pubblico.
- Jimmy Page ha usato una Fender Stratocaster color "Lake Placid Blue" per la registrazione del brano del 1979 In the Evening. Nonostante il chitarrista sia più conosciuto per l'uso della Gibson Les Paul, ha usato la Stratocaster in varie occasioni come nel 1995 in concerto con Robert Plant, o per alcuni brani eseguiti nei concerti ad Earls Court nel 1975.
- Nel 2013, la Fender Stratocaster "Sunburst" utilizzata da Bob Dylan durante il concerto al Newport Folk Festival del 1965 è stata venduta all'asta per 965.000 dollari, battendo il record stabilito dalla chitarra di Eric Clapton, "Blackie". Le indagini che hanno portato all'autenticazione dello strumento sono state svolte nell'ambito della realizzazione di una puntata del programma History Detectives, in onda sulla PBS. Nonostante ciò, Dylan non ha riconosciuto pubblicamente l'autenticità della Stratocaster.[7]
- La Fender Stratocaster di David Gilmour vanta una certa notorietà grazie al suo numero di serie: #0001. Non si tratta però del primissimo modello, bensì della prima Stratocaster a cui è associato un numero identificativo.[8]